# Standard Missile 2
Standard missile 2 (forkortet SM-2) er et luftværnsmissil udviklet af US Navy som en videreudvikling af Standard missile 1 (SM-1).
RIM-66C/D Standard MR (SM-2MR Block I), blev udviklet i 1970'erne og er en nøgledel af AEGIS kampsystemet og New Threat Upgrade (NTU). SM-2MR introducerede inertialnavigation og opdateringer af mål under flyvning. Missilets autopilot er programmet til at flyve den hurtigste vej til målet og kan modtage kurskorrektioner fra den skydende enhed. Missilets egen radar bliver derfor kun brugt i de sidste sekunder af terminalfasen inden missilet rammer målet. Denne egenskab er ikke blot mulig for AEGIS, men også mulig for APAR og gør skibe i stand til at have flere missiler i luften, og dermed engagere langt flere mål, end hvad der ellers ville være muligt. I midten af 1980'erne, blev SM-2MR affyret af et Mk 41 Vertical Launching System (VLS) om bord på USS Bunker Hill (CG52) (en), det første amerikanske krigsskib med et VLS installeret. VLS er nu det mest udbredte missilaffyringssystem i den amerikanske flåde.
Standard missilet kan også bruges mod skibe, på kort afstand ved hjælp af missilets egen radar og på lang afstand ved hjælp af opdateringer fra moderenheden og infrarød målsøgning eller radar.

## Varianter
Missilerne består af to varianter
- MR (Medium Range), uden booster, erstattede RIM-24 Tartar missilet.
- ER (Extended Range), med en booster der øger rækkevidden betragteligt, erstattede RIM-2 Terrier missilet.

## Udvikling
- Standard missil 3 (SM-3) er udviklet og er et meget langtrækkende missil der er produceret til at skyde lavtgående satellitter og ballistiske missiler ned.
- Standard missil 6 (SM-6) er under udvikling og bliver en forbedret version af SM-2.